# Китобойный промысел

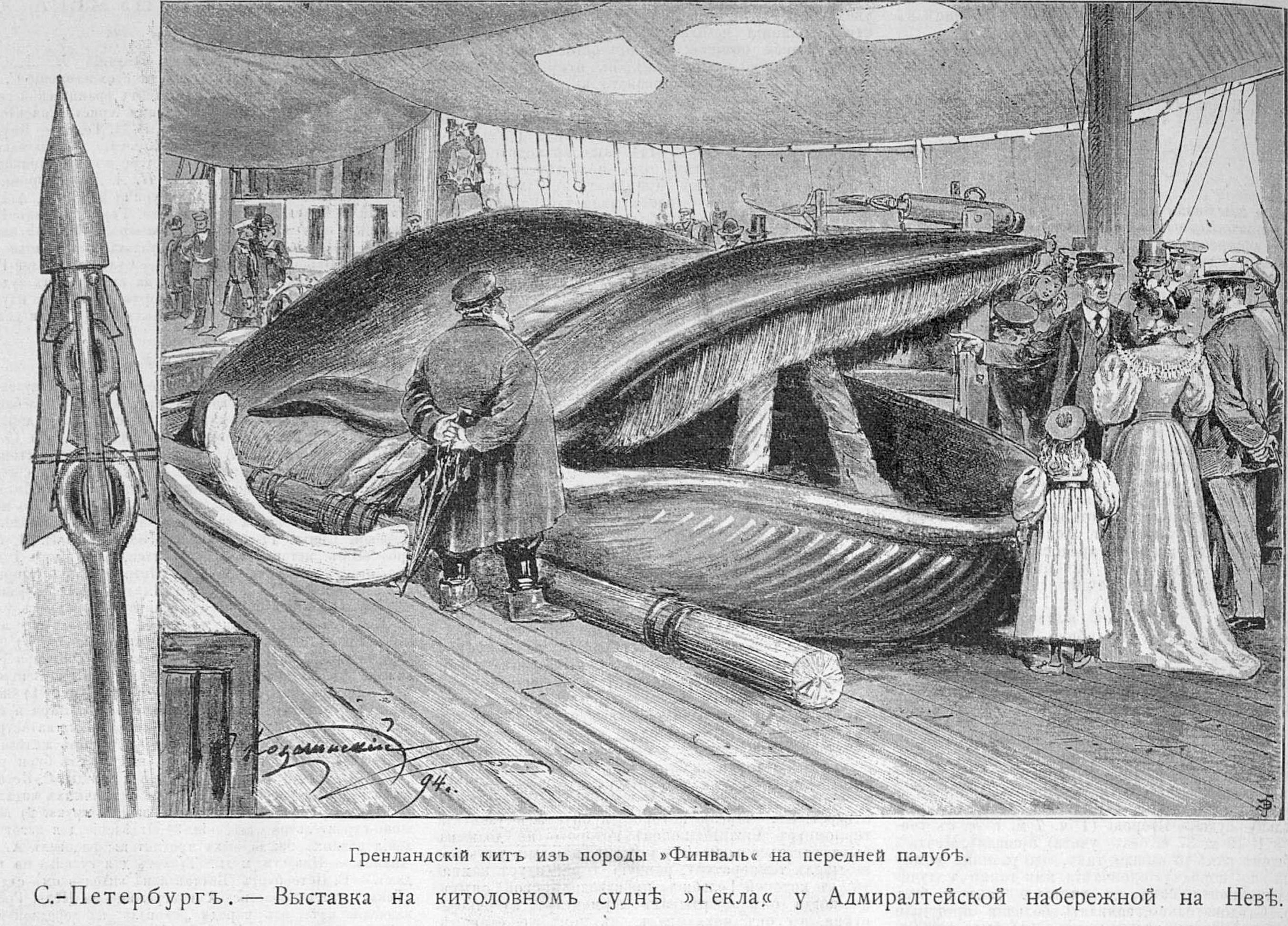
Китоловное судно, 1894 год.

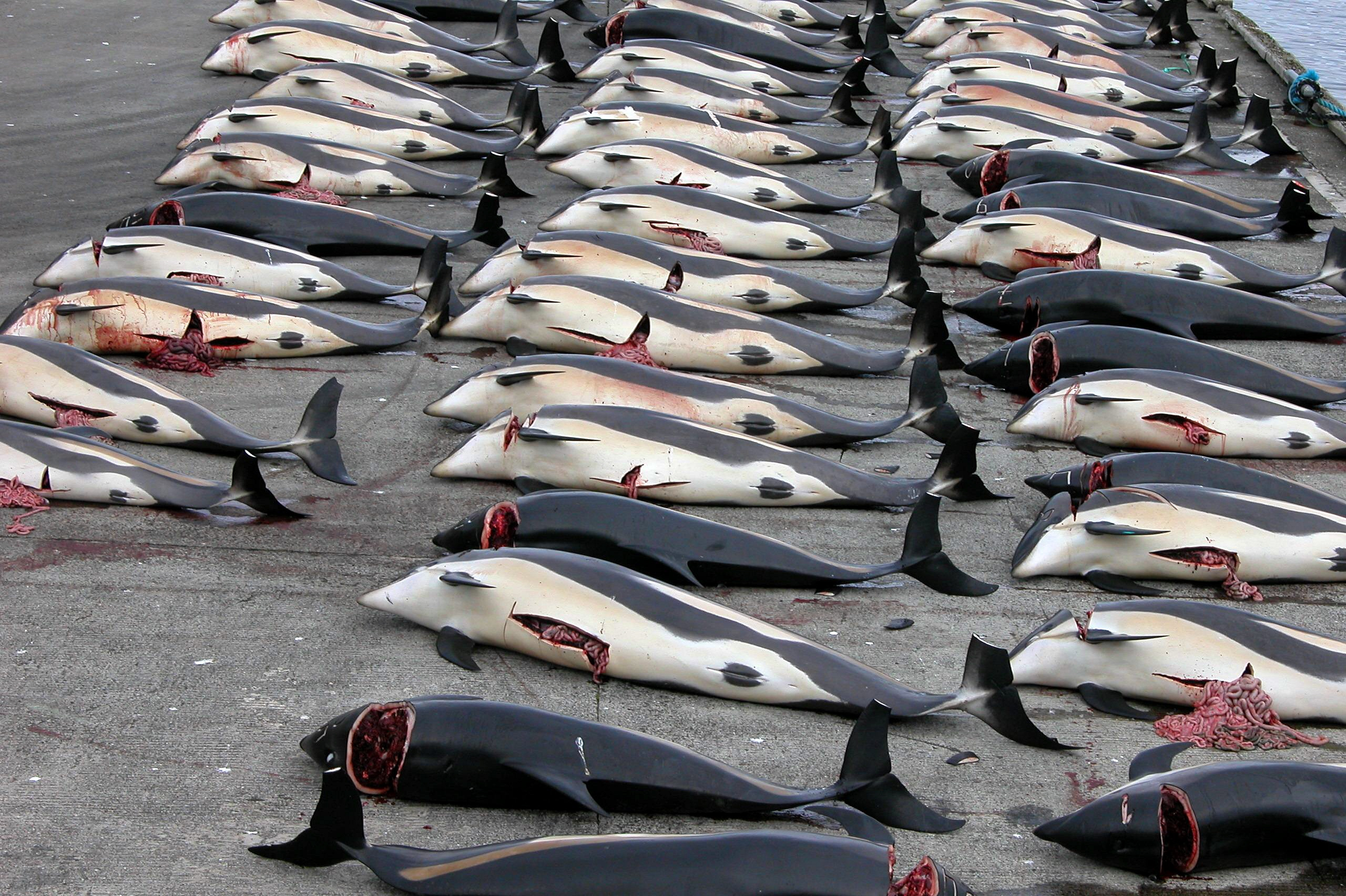
Туши белобоких дельфинов на Фарерских островах

Китобо́йный про́мысел — коммерческая охота на китов. Целью китобойного промысла является прежде всего добыча ворвани, служащей как топливо и использующейся в промышленности. Добыча мяса стала играть роль лишь со второй половины XX века, мясо использовалось для изготовления колбасы. Также имеет ценность китовый ус, щетиной которого набивают мебель, а также из него делают щётки и другие предметы. Из печени китов вырабатывался витамин A, из желёз и мозга — гормоны, в частности, инсулин.

## История

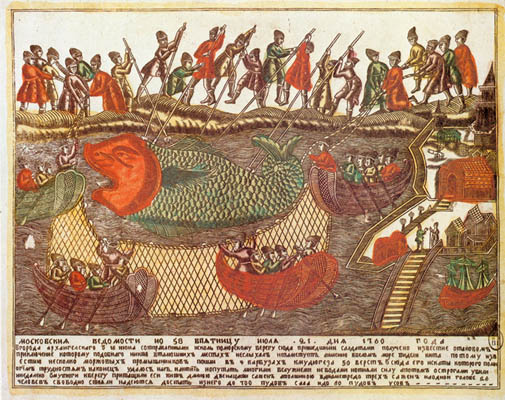
Ловля кита в Белом море. Лубок, 1760 г.

Ранние свидетельства о регулярном китобойном промысле в Европе приходят от норвежцев из Скандинавии около 800—1000 годов н. э. Также одними из первых китобоев были баскские мореходы; в 12 столетии китобойный промысел вёлся в Бискайском заливе. Скорее всего, ранние китобои добывали в основном гладких и гренландских китов, так как они медленно плавают и не тонут после смерти из-за высокого содержания жира. Популяция серого кита, существовавшая ранее в Северной Атлантике, была полностью выбита к началу 18 столетия.
Из Бискайского залива китобойный промысел распространился на север вдоль побережья Европы и дальше в Гренландию. В следующем столетии датчане, а затем британцы начали промысел в водах Арктики. В XVII веке китобойный промысел также начался на восточном побережье Северной Америки.
Все это время китобои использовали небольшие парусные суда и поражали свою добычу гарпунами с гребных шлюпок. Затем киты буксировались к берегу или кромке льда либо разделывались прямо в море. В то же время китобойный промысел в Японии, зародившийся около 1600 года, проводился с помощью сетей и флотилий небольших шлюпок.

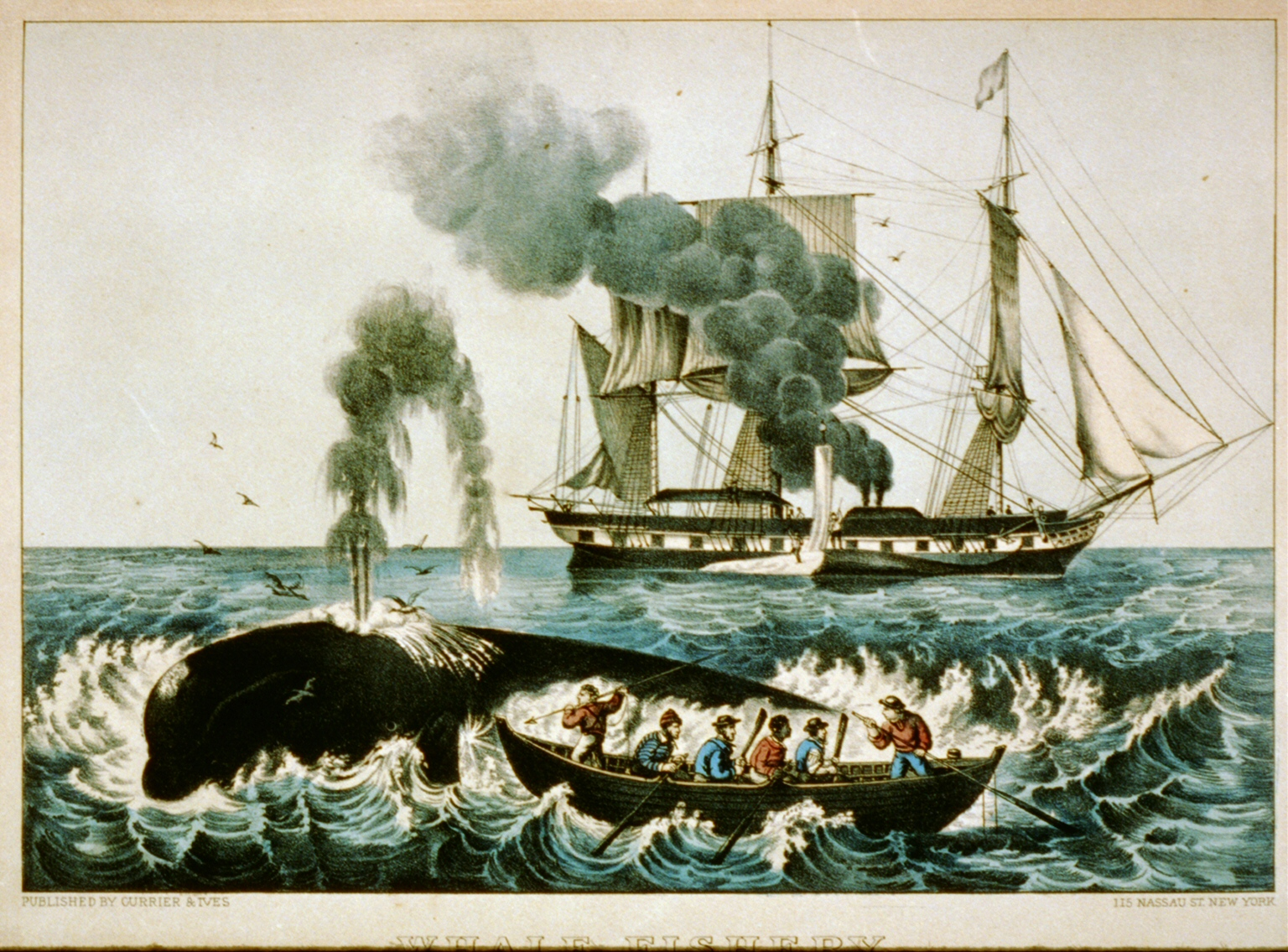
Китобойный промысел

По мере улучшения конструкции судов китобои стали охотиться и на другие виды, особенно на кашалотов. В 18 и 19 столетиях китобои Новой Англии (Нантакет, Мартас-Винъярд), Британии и Голландии двигались сначала в южную часть Атлантического океана, а затем поворачивали на запад и шли в Тихий океан вокруг мыса Горн, либо поворачивали на восток и шли в Индийский океан вокруг Мыса Доброй Надежды. В первой половине XIX века китобойный промысел начался в Южной Африке и на Сейшельских Островах. К этому времени китобои Арктики проникли далеко в ледяные воды Гренландии, в Дэвисов пролив и к Шпицбергену, где они добывали гренландских и гладких китов и, позже, горбачей. Промысел гладких китов также начался в высоких широтах южной части Тихого океана, в районе Новой Зеландии и Австралии, а с 1840 года — в северной части Тихого океана, в Беринговом и Чукотском  морях и море Бофорта.

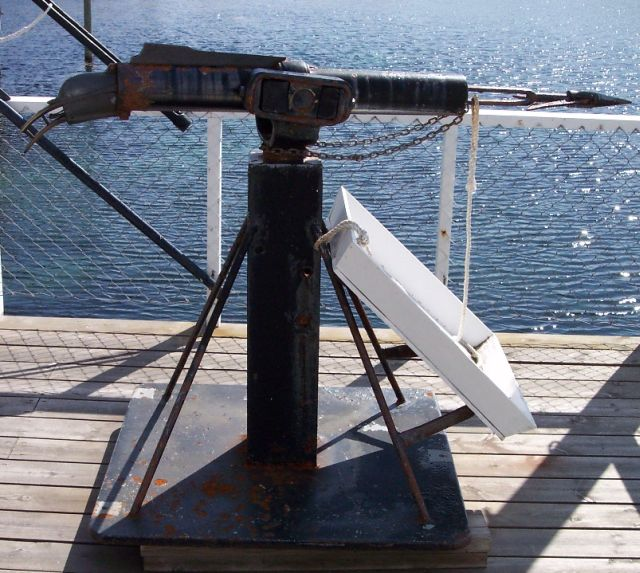
Гарпунная пушка

Перепромысел привёл к упадку китобойного промысла в Северной Атлантике в конце XVIII века, а в северной части Тихого океана в середине XIX века. Промысел кашалотов процветал приблизительно до 1850 года, но после этого быстро пришёл в упадок. Ситуация ещё более ухудшилась после 1868 года, когда норвежец Свен Фойн изобрёл гарпунную пушку, а парусные суда сменились пароходами. Оба этих нововведения подписали приговор оставшимся крупным китам, ведь на пароходах теперь можно было преследовать даже быстроходных полосатиков. К концу XIX века популяции гренландских и гладких китов были почти полностью истреблены. Британский арктический китобойный промысел прекратил своё существование в 1912 году.
В конце XIX века промысел продолжался в основном в Тихом океане, а также в районе Ньюфаундленда и возле западного побережья Африки. Затем в 1905 году были открыты богатые районы нагула синих китов, финвалов и сейвалов в Антарктике. В 1925 году в Антарктике начала работу первая современная плавбаза, в связи с чем пропала необходимость разделывать китов на берегу. В результате антарктический китобойный промысел стал быстро развиваться, и в 1937-38 годах добывалось уже около 46000 китов за сезон. Это продолжалось до тех пор, пока и эти популяции не были выбиты до того уровня, когда промысел стал нерентабельным. Самый крупный и, соответственно, наиболее коммерчески ценный из полосатиков синий кит преобладал среди добытых животных в 1930-х годах, но его численность резко упала к началу 1950-х, и в 1965 году его промысел был полностью запрещён. По мере падения численности внимание китобоев переключалось на следующего по размеру полосатика, и так далее.
Кашалотов добывали и после падения их численности в 1850-х годах, однако до 1948 года ежегодно добывалось около 5000 животных. После этого объёмы добычи резко возросли до 20000 в год, преимущественно в северной части Тихого океана и в Южном полушарии, пока в 1985 году вид не был взят под охрану.
До середины XX века лидерами китобойной индустрии были Норвегия и Великобритания, за которыми шли Голландия и США, также принимавшие активное участие в промысле. Однако после Второй мировой войны эти страны прекратили пелагический промысел, и им на смену пришли Япония и Советский Союз, хотя прибрежный промысел продолжался ещё во многих странах.

## Современный китобойный промысел
В течение последних 30 лет киты постепенно оказались в центре общественного внимания и симпатий. Туристы, наблюдавшие за китами у восточного побережья США и в лагунах Калифорнии, были поражены их удивительной природой и поведением. В то же самое время численность большинства крупных китов продолжала сокращаться из-за перепромысла.

### Международная китобойная комиссия
В 1931 году началось международное сотрудничество в области регуляции китобойного промысла. Был принят ряд соглашений, самым важным из которых стала Международная Конвенция по Регуляции Китобойного Промысла (International Convention for the Regulation of Whaling, ICRW), принятая в 1946 году. Международная китобойная комиссия (МКК) была организована ICRW для разработки рекомендаций для стран-членов на базе деятельности Научного Комитета, но её деятельность была малоэффективна, так как рекомендациями Научного Комитета часто пренебрегали ради кратковременной коммерческой выгоды.

### Мораторий на китобойный промысел
В 1972 году США приняли Акт по Защите Морских Млекопитающих, который запретил убийство и импорт морских млекопитающих и изготавливаемых из них продуктов, за исключением особых случаев, таких как охота для обеспечения нужд коренных народов, например эскимосов и алеутов, а также изготовление ими предметов народного промысла. В том же году Конференция Объединённых Наций по вопросам Человека и Окружающей Среды предложила ввести 10-летний мораторий на убийство китов. Эта инициатива не была поддержана Международной Китобойной Комиссией, но непрекращающееся давление со стороны общественности и природоохранных организаций, а также высказываемая многими учёными озабоченность по поводу трудностей в оценке размеров популяций и максимально допустимых объёмов добычи в конце концов возымели эффект. 23 июля 1982 года члены МКК проголосовали за принятие моратория на весь коммерческий китобойный промысел, начиная с сезона 1985-86 гг. В результате того, что большинство стран — членов Международной Китобойной Комиссии в 1980-х и 1990-х годах встали на защиту оставшихся китов, страны, желавшие продолжить китобойный промысел в Северной Атлантике, то есть Норвегия, Фарерские острова, Исландия, Гренландия и часть Канады, создали отдельную контролирующую организацию, получившую название Комиссии по Морским Млекопитающим Северной Атлантики.
В июне 2010 года на 62-м заседании Международной Китобойной Комиссии под давлением Японии, Исландии и Дании мораторий был приостановлен. По официальным данным, за 2009 год этими тремя странами было убито 1867 китов.

### Норвегия
Норвегия зарегистрировала протест против моратория МКК, и поэтому не связана им. В 1993 году Норвегия возобновила коммерческий промысел, после пятилетнего периода, когда лишь небольшое количество китов добывалось в научных целях. Норвегия добывает только малых полосатиков в северо-восточной Атлантике. Объёмы добычи варьировали от 218 китов в 1995 году до 646 в 2003. (До моратория Норвегия добывала около 2000 малых полосатиков в год). Норвегия экспортирует ограниченное количество китового мяса на Фарерские острова и в Исландию. В течение нескольких лет производились попытки экспортировать мясо в Японию, но они были прекращены под давлением массовых протестов, а также из-за опасений самих японцев о влиянии на их здоровье загрязнений в мясе китов из Северной Атлантики.

### Фарерские острова
На Фарерских островах ежегодно добывается около 950 гринд. От случая к случаю добывают и других китообразных, например высоколобого бутылконоса и атлантического белобокого дельфина.
30 июля 2022 года в рамках проведения фестиваля "Гриндадрап" в присутствии тысяч любопытных туристов на побережье Фарерских островов произошло массовое убийство дельфинов. Обязательства по соблюдению норм ежегодной добычи дельфинов были нарушены. Вместо 500 дельфинов за год за один день было убито почти 1500 особей.
Организаторы фестиваля оказались не готовы к такому улову и вместо того, чтобы позаботиться об освобождении, оказавшихся лишними, дельфинов, было принято решение убить их всех. Оказавшаяся ненужной на этом фестивале 1000 с лишним дельфинов была захоронена в течение недели в прибрежной полосе с помощью экскаваторов.
Туристы и общественность испытали шок. Мир осудил этот инцидент. Власти Фарерских островов принесли официальные извинения. Это событие сильно ударило по туристическому бизнесу Фарер.

### Исландия
В отличие от Норвегии, Исландия не подавала протест против моратория МКК. В 1986—1989 гг. здесь добывали около 60 китов в год «в научных целях». Однако, под давлением стран-противников китобойного промысла, считавших «научный промысел» нарушением моратория, Исландия полностью прекратила промысел в 1989 г. После отказа МКК в 1991 году принять рекомендацию Научного Комитета по разрешению устойчивого коммерческого промысла, Исландия вышла из МКК в 1992 году. В 2002 году Исландия вновь вступила в МКК с оговоркой к мораторию. Однако страны-противники китобойного промысла не признают эту оговорку. В 2003 году Исландия возобновила научный промысел. Она запросила у МКК разрешения добывать 100 малых полосатиков, 100 финвалов и 50 сейвалов ежегодно в течение 2003—2004 гг. для изучения взаимодействия китов и рыбы — серьёзный аргумент для возобновления охоты, так как рыбаки считали, что киты едят слишком много рыбы. Однако никакого решения по этому вопросу так и не было принято. В рамках конвенции исландское правительство утвердило квоты на научный лов. В 2003 году, Исландия добыла 36 китов (квота — 38). В 2004 — 25 китов (вся квота). В 2005 году квота выросла до 39 китов.
В 2006 году Исландия решила возобновить коммерческий промысел. Утверждена ежегодная квота в 30 малых полосатиков и 9 финвалов. Исландия нарушила мораторий МКК на коммерческий промысел 22 октября 2006 года, когда исландские китобои добыли 60-тонную самку финвала.

### Гренландия
Гренландские эскимосы добывают около 170 китов в год — третий по объёму промысел в мире после Норвегии и Японии, которые добывают по 600 и более китов ежегодно. МКК считает западное и восточное побережье Гренландии районами обитания двух различных популяций, и выделяет отдельные квоты для каждого. На гораздо более населённом западном побережье добывается около 90 % китов. Как правило, на западном побережье ежегодно добывается около 150 малых полосатиков и 10 финвалов, а на восточном — около 10 малых полосатиков.

### Канада
Канада вышла из МКК в 1982 году и, таким образом, не связана мораторием на китобойный промысел. В Канаде промысел проводится в небольших объёмах группами эскимосов в разных частях страны и регулируется Департаментом рыболовства и морских ресурсов. Мясо, полученное в результате промысла, продаётся в магазинах, супермаркетах и на рынках.

### Россия
СССР, как и Норвегия, подал официальный протест против моратория в 1982 году. В Чукотском автономном округе в рамках аборигенного промысла ежегодно добывается до 140 серых китов чукотско-калифорнийской популяции. Также в России в рамках аборигенного промысла ежегодно разрешено добывать несколько сотен особей белух.

### США

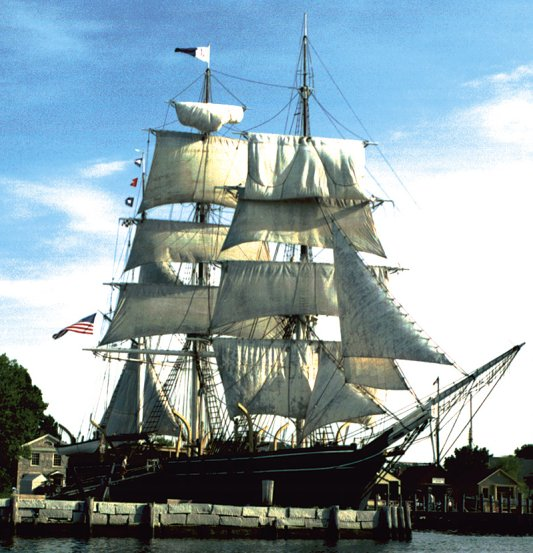
Спущенный на воду в 1841 году китобоец «Charles W. Morgan» на стоянке в музее Америки и моря.

В США промысел ведётся аборигенами Аляски. Программа промысла регулируется Китобойной комиссией эскимосов Аляски, которая предоставляет отчёт Национальному Управлению Океаном и Атмосферой (National Oceanic and Atmospheric Administration). Объёмы добычи достигают 50 гренландских китов и 1-2 серых китов ежегодно. В 1999 году индейское племя Маках (штат Вашингтон) возобновило китобойный промысел, несмотря на интенсивные протесты защитников животных.

### Другие страны
Промысел мелких китообразных, не контролируемый МКК, ведётся в Карибском бассейне Гренадой, Доминикой и Сент-Люсией. Добываются гринды, карликовые косатки, вертящиеся продельфины и афалины. Всего на Карибских островах ежегодно забивают на мясо примерно 400 особей мелких китообразных.
В Индонезии китобойный промысел ведётся в Ламалере на южном побережье острова Лембата и в Ламакере на соседнем острове Солор.

### Япония
Япония подала официальный протест против моратория в 1982 году, но отозвала его в 1987 году после того, как США пригрозили ей санкциями. В результате, Япония связана мораторием, в отличие от Норвегии и (что более дискуссионно) Исландии. Таким образом, в 1987 году Япония прекратила коммерческий промысел в водах Антарктики, но в тот же год начала вызывающую много споров программу научного промысла (JARPA — Japanese Research Program in Antarctica). Эта программа продолжалась до 2005 года, когда её сменила новая программа JARPA II. Добыча антарктических малых полосатиков при этом удвоилась (с 440 до 880 в год плюс-минус 10 %). Японское правительство оправдывает промысел ценностью полученных научных данных, однако это ставится под сомнение и критикуется многими учёными Научного Комитета МКК. Японский «научный промысел» вызывает много споров, а анти-китобойные группы утверждают, что для научных целей в добыче китов нет необходимости, и истинная цель этого промысла — получение мяса для японских ресторанов и супермаркетов. Страны-противники китобойного промысла убеждают Японию остановить эту программу. Японское правительство возражает, что научный промысел специально оговаривается в правилах МКК и что согласно этим правилам все китовое мясо должно быть полностью утилизировано по выполнении исследования.
В 1994 году МКК доложило о результатах генетического исследования китового мяса и жира, продававшегося на рынках Японии в 1993 году. Исследование показало, что 10-25 % образцов принадлежало не малым полосатикам, а другим видам усатых китов, промысел которых был запрещён МКК.
В 1994 году Австралия попыталась остановить часть японской китобойной программы, объявив 200-мильную эксклюзивную экономическую зону вокруг Австралийских Антарктических Территорий. Однако Антарктический договор, который подписала и Австралия, особо оговаривает, что все претензии на антарктические территории остаются неразрешёнными, пока договор в силе, так что подобное заявление могло привести к потере Австралией своих прав на эти территории.
В 2002 году японские китобои добыли 5 кашалотов, 39 сейвалов, 50 полосатиков Брайда и 150 малых полосатиков в северных районах промысла и 440 малых полосатиков в южных районах. Промысел проводился по специальной лицензии МКК на научный промысел. В 2005 году Япония объявила, что собирается сильно расширить промысел и добывать по 100 сейвалов, 10 кашалотов, 50 горбачей, 50 финвалов, 50 полосатиков Брайда и 1155 малых полосатиков.
Наиболее активные оппоненты призывов Японии к возобновлению коммерческого промысла — Австралия и США, которые утверждают, что промысел будет угрожать сохранению редких видов китов.
Общество охраны морской фауны (Sea Shepherd Conservation Society) активно борется с японским китобойным промыслом (подробнее…). При этом используются такие методы как остановка судов с помощью опутывания гребных винтов японских китобойных судов с помощью канатов, забрасывание их бутылками с резко пахнущей масляной кислотой, абордаж китобойных судов активистами Sea Shepherd.
31 марта 2014 г. Международный суд ООН по иску Австралии запретил Японии вести китобойный промысел в Антарктике, признав, что JARPA II не соответствует статусу научной программы.. Япония объявила, что подчинится запрету.
В декабре 2015 года Япония возобновила промысел, однако квота добываемых китов с 1035 была уменьшена до 333 особей.
В 2014 году Международный суд ООН предписал Японии прекратить китовый промысел, проводимый в водах Антарктики, однако власти страны не исполнили этого решения, хотя и сократили число добываемых особей.
В конце 2018 года Япония объявила о решении выйти из Международной комиссии по промыслу китов (IWC) в 2019 году, чтобы возобновить их коммерческую добычу начиная с июля этого же года. Таким образом страна намеревается впервые за 30 лет возобновить коммерческий китобойный промысел. Генеральный секретарь японского кабинета министров Ёсихидэ Суга заявил, что «некоторые страны, входящие в комиссию, игнорируют научные данные, свидетельствующие о достаточном количестве китов, и не демонстрируют готовности к сближению позиций. В связи с этим Япония вынуждена покинуть организацию». Охота на китов будет вестись в пределах экономической зоны страны, промысла в водах Антарктики не будет.

## Современное состояние популяций китов
После запрета коммерческого китобойного промысла численность некоторых видов китов начала восстанавливаться. Численность горбачей в северо-западной части Атлантического океана в 1999 году оценивалась в 10600 животных, а ежегодный прирост хорошо изученной популяции, кормящейся летом в заливе Мэйн, составил 6,5 процента. Популяция синих китов северо-восточной части Тихого океана также подаёт обнадёживающие признаки восстановления — в 1990-х годах её численность оценивалась в 2000 животных и на протяжении нескольких лет она возрастала. Однако статус некоторых популяций крупных китов вызывает большие опасения по причине их редкости и проблем, с которыми им приходится сталкиваться, включая гибель по вине человека. Все популяции гладких китов северного полушария находятся под серьёзной угрозой; чуть больше 300 этих китов осталось в северо-западной части Атлантического океана, и всего несколько десятков — в северо-восточной части. Численность гренландских китов Охотского моря и различных частей восточной Арктики, серых китов в северо-западной части Тихого океана и синих китов во многих районах до сих пор крайне низка.